# Martin Balsam
Pour les articles homonymes, voir Balsam.
Martin Balsam, né le 4 novembre 1919 à New York dans le quartier du Bronx et mort le 13 février 1996 à Rome, est un acteur américain de théâtre, de cinéma et de télévision. Il a obtenu l'Oscar du meilleur acteur dans un second rôle pour sa prestation dans le film Des clowns par milliers (A Thousand Clowns) de Fred Coe en 1966.

## Biographie
Martin Balsam est le fils de commerçants juifs du Bronx. Aîné de trois enfants, il a un frère, Warren.
Il a servi dans l'armée de l'air.
Membre de l'Actors Studio d'Elia Kazan et Lee Strasberg, il fait ses débuts au cinéma en 1954 dans Sur les quais d'Elia Kazan. C'est pourtant son deuxième film Douze Hommes en colère qui le révèlera au public (il tient le rôle du premier juré). Mais il est surtout connu pour avoir interprété le rôle du détective privé Arbogast dans Psychose (Alfred Hitchcock, 1960) et celui de Bianchi dans Le Crime de l'Orient-Express. Il tournera beaucoup de films en Italie.
On a également pu le retrouver en tant que second rôle dans The Time Element, l'épisode de la série Westinghouse desilu playhouse dans lequel il joua un psychiatre. Faisant sa deuxième apparition dans la série, il joua ensuite dans La Quatrième Dimension, puis dans La Cinquième Dimension. Il obtiendra un Oscar pour Des clowns par milliers de Fred Coe en 1965.
Il meurt d'une crise cardiaque le 13 février 1996 à Rome.

### Vie privée
Martin Balsam fut marié une première fois à Pearl Somner qu'il épousa en 1952. Ils divorcèrent en 1954. Il épousa ensuite Joyce Van Patten en 1959 et eut d'elle une fille, Talia Balsam (première épouse de George Clooney). Le couple divorce en 1962. Un an plus tard, Balsam épouse Irene Miller et a une autre fille, Zoé et un fils, Adam.

## Filmographie

### Cinéma
- 1954 : Sur les quais (On the Waterfront) d'Elia Kazan : Gillette
- 1957 : Douze Hommes en colère (Twelve Angry Men) de Sidney Lumet : juré n°1
- 1957 : La Chute des héros (Time Limit) de Karl Malden : Sgt. Baker
- 1958 : La Fureur d'aimer (Marjorie Morningstar) d'Irving Rapper : Dr David Harris
- 1959 : Al Capone de Richard Wilson : Mac Keeley, reporter
- 1959 : Au milieu de la nuit (Middle of the night) de Delbert Mann : Jack
- 1960 : Psychose d'Alfred Hitchcock : dét. Milton Arbogast
- 1960 : La Grande Pagaille (Tutti a casa) de Luigi Comencini : sergent Quintino Fornaciari
- 1961 : Le troisième homme était une femme (Ada) de Daniel Mann : Steve Jackson
- 1961 : Diamants sur canapé (Breakfast at Tiffany's) de Blake Edwards : O.J. Berman
- 1962 : Les Nerfs à vif (Cape fear) de Jack Lee Thompson : chef de police Mark Dutton
- 1962 : L'Arsenal de la peur (La Citta Prigionera) de Joseph Anthony : Joseph Feinberg
- 1963 : Mercredi soir, 9 heures... (Who's been sleeping in my bed ?) de Daniel Mann : Sanford Kaufman
- 1964 : Sept Jours en mai (Seven days in may) de John Frankenheimer : Paul Girard
- 1964 : Les Ambitieux (The Carpetbaggers) : Bernard B. Norman
- 1964 : Youngblood Hawke de Delmer Daves : caméo
- 1964 : Aux postes de combat (The Bedford Incident) de James B. Harris : Lieut. Cmdr. Chester Potter
- 1965 : Harlow, la blonde platine (Harlow) de Gordon Douglas : Everett Redman
- 1965 : Des clowns par milliers (A Thousand Clowns) de Fred Coe : Arnold
- 1966 : Le renard s'évade à trois heures (Caccia alla volpe) de Vittorio De Sica : Harry Granoff
- 1967 : Hombre de Martin Ritt : Mendez
- 1968 : Me, Natalie de Fred Coe : Oncle Harold
- 1969 : Un homme fait la loi (The Good Guys and the Bad Guys) de Burt Kennedy : maire Wilker
- 1969 : Trilogy de Frank Perry : Ivor Belli
- 1970 : Catch 22 de Mike Nichols : col. Cathcart
- 1970 : Little Big Man d'Arthur Penn : Mr. Merryweather
- 1970 : Tora ! Tora ! Tora ! de Richard Fleischer : Adm. Husband E. Kimmel
- 1971 : Le Dossier Anderson (The Anderson tapes) de Sidney Lumet : Tommy Haskins
- 1971 : Chronique d'un homicide (Imputazione di omicidio per uno studente) de Mauro Bolognini : juge Aldo Sola
- 1971 : Confession d'un commissaire de police au procureur de la république de Damiano Damiani : commissaire Bonavia
- 1972 : The Man (en) de Joseph Sargent : Jim Talley
- 1972 : Manœuvres criminelles d'un procureur de la République (Il vero è il falso) d'Eriprando Visconti : procureur Turrisi
- 1972 : La colonna infame de Nelo Risi
- 1973 : Le Cercle noir (The Stone Killer) de Michael Winner : Al Vescari
- 1973 : Le Conseiller (Il consigliori) d'Alberto De Martino : don Antonio Macaluso
- 1973 : Désirs d'été, rêves d'hiver (Summer Wishes, Winter Dreams) de Gilbert Cates : Harry Walden
- 1974 : Les Pirates du métro (The Taking of Pelham One Two Three) de Joseph Sargent : Harold Longman alias Green
- 1974 : Le Crime de l'Orient-Express (Murder on the Orient Express) de Sidney Lumet : Bianchi
- 1975 : La Bagarre du samedi soir (Il tempo degli assassini) de Marcello Andrei : commissaire Katroni
- 1975 : Cipolla colt (en) d'Enzo G. Castellari : Petrus Lamb
- 1975 : Liquidez l'inspecteur Mitchell (Mitchell) d'Andrew V. McLaglen : James Arthur Cummings
- 1975 : L'Ombre d'un tueur (Con la rabbia agli occhi) d'Anthony Dawson (pseudonyme d'Antonio Margheriti) : un commissaire
- 1975 : Corruption, l'Affaire du juge Vanini (Corruzione al palazzo di giustizia) de Marcello Aliprandi : Carlo Goja
- 1976 : Pronto ad uccidere de Franco Prosperi : Giulianelli
- 1976 : Les Hommes du président (All the President's Men) d'Alan J. Pakula : Howard Simons
- 1976 : Un tueur dans la foule (Two-Minute Warning) de Larry Peerce : Sam McKeever
- 1977 : Diamants de sang (Diamanti sporchi di sangue) de Fernando Di Leo : Rizzo
- 1977 : La Sentinelle des maudits (The sentinel) de Michael Winner : Prof. Ruzinsky
- 1978 : Banco à Las Vegas (Silver Bears) d'Ivan Passer : Joe Fiore
- 1978 : La Quatrième Rencontre (Occhi dalle stelle) de Mario Gariazzo : inspecteur Jim Grant
- 1979 : Gardenia, il giustiziere della mala de Domenico Paolella : Salluzzo
- 1979 : Cuba de Richard Lester : Gen. Bello
- 1980 : L'Avvertimento de Damiano Damiani : Questore Martorana
- 1980 : There Goes the Bride de Terry Marcel (en) : Elmer Babcock
- 1981 : La Salamandre (The Salamander) de Peter Zinner : Capitaine Stefanelli
- 1984 : Innocent Prey de Colin Eggleston : Sheriff Virgil Baker
- 1984 : The Goodbye People de Herb Gardner (en) : Max Silverman
- 1985 : St. Elmo's Fire de Joel Schumacher : Mr. Beamish
- 1985 : Le Justicier de New York (Death Wish 3) de Michael Winner : Bennett
- 1986 : Whatever It Takes de Bob Demchuk : Hap Perchicksky
- 1986 : Blood Commando (La Sporca insegna del coraggio') de Tonino Valerii : major Briggs
- 1986 : The Delta Force de Menahem Golan : Ben Kaplan
- 1987 : P.I. Private Investigations de Nigel Dick (en) : Cliff Dowling
- 1988 : L'Étranger de l'espace (Fratello dello spazio) de Mario Gariazzo : père Howard
- 1990 : L'ultima partita (it) de Fabrizio De Angelis : un avocat
- 1990 : Deux yeux maléfiques (Due occhi diabolici) de Dario Argento & George A. Romero : Mr. Pym
- 1991 : Les Nerfs à vif (Cape fear) de Martin Scorsese: un juge
- 1994 : Le Silence des jambons (Il Silenzio dei prosciutti) d'Ezio Greggio : dét. Martin Balsam
- 1995 : Soldato ignoto de Marcello Aliprandi
- 1997 : Legend of the Spirit Dog de Martin Goldman & Michael Spence : Gramps

### Télévision
- 1949 : Suspense (série) : Abramson
- 1952 : The Living Bible (série) : Jairus
- 1954 : Man Against Crime (en) (série) : Jean Pinay / Tony
- 1954 : Inner Sanctum (série) : Larkin / Hanson / Wesley
- 1955 : Valiant Lady (en) (série) : Joey Gordon
- 1955 : The Greastest Gift (série) : Harold Matthews #2
- 1957 : L'Ombre du doute (The Defender) de Robert Mulligan : Francis Toohey
- 1958 : Studio One (série) : Ed Coyne
- 1958 : Papa a raison (Father Knows Best) (série) : Un professeur
- 1958 : Pursuit (série) : Holden
- 1958 : Decoy (série) : Nick Santos
- 1958 - 1959 : Playhouse 90 (série) : Capitaine Mantell / Sam Gordon
- 1958 - 1959 : Westinghouse Desilu Playhouse (en) (série) : Dr Gillespie / Gambetta
- 1958 et 1960 : Have Gun - Will Travel (série) : Charlie Dawes / Marshal Jim Brock
- 1958 et 1961 : Alfred Hitchcock présente (Alfred Hitchcock presents) (série) : Eldon Marsh / Leonard Thompson
- 1959 : Rawhide (série) : Père Fabian
- 1959 : Brenner (série) : Arnold Joplin
- 1959 : Winterset (téléfilm) : Garth
- 1959, 1961 - 1962 : Naked City (série) : Arnold Fleischman / Caldwell Wyatt / Joseph Creeley / Capt. Russel Barris
- 1959 : La Quatrième Dimension (The Twilight Zone) (série télévisée) : Danny Weiss (saison 1, épisode 4 : Du succès au déclin)
- 1960 : La Main dans l'ombre (Five Fingers) (série) : Monteverdi
- 1960 : Sunday Showcase (en) (série) : Nicola Sacco
- 1961 : Way Out (en) (série) : Bill Clayton
- 1961 : Le Gant de velours (The New Breed) (série) : Frank Eberhardt
- 1961 - 1962 : Les Incorruptibles (The Untouchables) (série) : Arnold Justin / Benjy Liemer
- 1961 et 1963 : Route 66 (série) : Mike / Corelli
- 1961 et 1964 : Les Accusés (The Defenders) (série) : Bernard Maxwell / Un avocat
- 1962 : Les Barons de la pègre (en) (Cain's Hundred) (série) : Jack Garsell
- 1962 : Target: The Corruptors (en) (série) : Jeffrey Marvin
- 1962 : Le Jeune Docteur Kildare (série) : Dr Milton Orliff
- 1963 : The Eleventh Hour (en) (série) : Frank Dunlear
- 1963 : La Quatrième Dimension (The Twilight Zone) (série télévisée) : Martin Lombard Senescu (saison 4, épisode 13 : La Nouvelle Exposition)
- 1963 : Breaking Point (en) (série) : Rabbi Eli Oringer
- 1964 : Arrest and Trial (en) (série) : Leo Valera
- 1964 : Espionage (série) : Richard Carey
- 1964 : La Grande Caravane (Wagon Train) (série) : Marcey Jones
- 1964 : Suspense (série) : détective Jack Cross
- 1964 : Mr. Broadway (en) (série) : Nate Bannerman
- 1965 : Des agents très spéciaux (The Man from U.N.C.L.E.) (série) : Albert Sully
- 1967 : Le Fugitif (The Fugitive) (série) : Andrew Newmark
- 1967 : Among the Paths of Eden (téléfilm) : Ivor Belli
- 1968 et 1970 : Les Règles du jeu (The Name of the Game) (série) : Herb Witmer / Angie
- 1970 : La Chasse infernale (Hunters Are for Killing) (téléfilm) : Wade Hamilton
- 1970 : The Old Man Who Cried Wolf (téléfilm) : Stanley Pulska
- 1972 : Night of Terror (pt) (téléfilm) : cap. Caleb Sark
- 1973 : A Brand New Life (en) (téléfilm) : Jim Douglas
- 1973 : L'Homme qui valait trois milliards (The Six Million Dollar Man) (série) : Dr Rudy Wells
- 1973 : Police Story (série) : dét. Al Koster
- 1974 : Trapped Beneath the Sea (en) (téléfilm) : T.C. Hollister
- 1974 : Kojak (série) : Ray Kaufman
- 1975 : Le repos n'est pas pour demain (Miles to Go Before I Sleep) (téléfilm) : Ben Montgomery
- 1975 : Death Among Friends (téléfilm) : Ham Russell Buckner
- 1976 : L'Affaire Lindbergh (The Lindbergh Kidnapping Case) (téléfilm) : Edward J. Reilly
- 1976 : Maude (série) : Chester
- 1976 : Raid sur Entebbe (Raid on Entebbe) (téléfilm) : Daniel Cooper
- 1977 : Contract on Cherry Street (en) (téléfilm) : Capt. Ernie Weinberg
- 1977 : The Storyteller (téléfilm) : Ira Davidoff
- 1978 : Siege (téléfilm) : Henry Fancher
- 1978 : Rainbow (téléfilm) : Louis B. Mayer
- 1978 : The Millionaire (téléfilm) : Arthur Haines
- 1979 : The Seeding of Sarah Burns (téléfilm) : Dr Samuel Melman
- 1979 : The House on Garibaldi Street (en) (téléfilm) : Isser Harel
- 1979 : Aunt Mary (téléfilm) : Strasberg
- 1979 - 1983 : Archie Bunker's Place (en) (série) :
- 1980 : The Love Tapes (téléfilm) : David Franklin
- 1981 : The People vs. Jean Harris (téléfilm) : Joel Aurnou
- 1982 : Quincy (série) : Hyam Sigerski
- 1982 : Little Gloria... Happy at Last (en) (téléfilm) : Nathan Burkan
- 1983 : Condamnation sans appel (I Want to Live) (téléfilm) : Jack Brady
- 1983 : Cold Storage (téléfilm) : Parmigian
- 1985 : Space (en) (série) : sén. Glancey
- 1985 : Meurtre dans l'espace (en) (Murder in Space) (téléfilm) : Alexander Rostov
- 1985 : Great Performances (série) : Jack
- 1985 : Glitter (en) (série) : Bo
- 1986 : La Mafia (La Piovra) (série) : Frank Carrisi
- 1986 : Second Serve (en) (téléfilm) : Dr Beck
- 1986 : Arabesque (Murder She Wrote) (série) : Edgar Carmody
- 1986 - 1987 : La Cinquième Dimension (The Twilight Zone) (série) : Rockne S. O'Bannon / Prof. Donald Knowles
- 1987 : Hôtel (série) : Dr Gilbert Holt
- 1987 : Queenie, la force d'un destin (Queenie) (téléfilm) : Marty
- 1987 : Kids Like These (téléfilm) : grand-père
- 1988 : Sauver un enfant de l'enfer (The Child Saver) (téléfilm) : Sidney Rosenberg
- 1990 : Jack Killian, l'homme au micro (Midnight Caller) (série) : Gil Solarski
- 1990 : Mort à Palerme (La piovra 5 - Il cuore del problema) (série) : don Calogero Barretta
- 1992 : Les Routes de la liberté (The Sands of Time) (téléfilm) :

## Voix françaises
| - Albert Médina (*1920 - 2009) dans : - Un homme fait la loi - Little Big Man - Confession d'un commissaire de police au procureur de la république - Les Hommes du président - Cuba - La Salamandre - Les Nerfs à vif, 1991 - Pierre Leproux (*1908 - 1975) dans : - Douze Hommes en colère - La Chute des héros - La Grande Pagaille - Les Ambitieux - Harlow, la blonde platine - André Valmy (*1919 - 2015) dans : - Mercredi soir, 9 heures... - Sept Jours en mai - L'Ombre d'un tueur - Un tueur dans la foule - Jacques Dynam (*1923 - 2004) dans : - Kojak (série télévisée) - Le Justicier de New York - Delta Force | - Jacques Deschamps (*1931 - 2001) dans : - Raid sur Entebbe (téléfilm) - St. Elmo's Fire - Le Silence des jambons - Claude Péran (*1913 - 1963) dans : - Psychose - Diamants sur canapé - Jacques Thébault (*1924 - 2015) dans : - Le troisième homme était une femme - Le Dossier Anderson - Claude Joseph (*1926 - 1995) dans : - Tora ! Tora ! - Le Cercle noir et aussi - Bernard Noël (*1924 - 1970) dans Au milieu de la nuit - Michel Gudin (*1916 - 1994) dans Les Nerfs à vif, 1962 - Henry Djanik (*1926 - 2008) dans Le renard s'évade à trois heures] - Jean-Henri Chambois (*1907 - 1997) dans Hombre - Jacques Alric (*1929 - 2013) dans Catch 22 - Raoul Curet (*1920 - 2016) dans Le Crime de l'Orient-Express - Georges Atlas (*1926 - 1996) dans Les Pirates du métro - William Sabatier (*1923 - 2019) dans Liquidez l'inspecteur Mitchell - Serge Nadaud (*1906 - 1995) dans La Sentinelle des maudits - Jean-Claude Montalban dans La Classe américaine (série télévisée) |